# Asceles artabotrys
Asceles artabotrys är en insektsart som beskrevs av Thanasinchayakul 2006. Asceles artabotrys ingår i släktet Asceles och familjen Diapheromeridae. Inga underarter finns listade i Catalogue of Life.